# أليس (شخصية)
أليس هي شخصية خيالية وبطلة روايتي لويس كارول للأطفال: أليس في بلاد العجائب عام 1865م، والتي تلتها عبر المرآة سنة 1971م.

## اقرأ أيضاً
- الأرنب الأبيض